# Aenor av Châtellerault
Aenor av Châtellerault, även känd som Aénor de Rochefoucauld, född 1103 i Châtellerault i  Vienne, död  i mars 1130 i Talmont, var en hertiginna av Akvitanien som gift med hertig Wilhelm X av Akvitanien. Hon var dotter till vicegreve Aimery I av Châtellerault och Dangereuse de L' Isle Bouchard. Hon blev mor till Eleonora av Akvitanien.